# Gemeinschaftsschule Wertheim

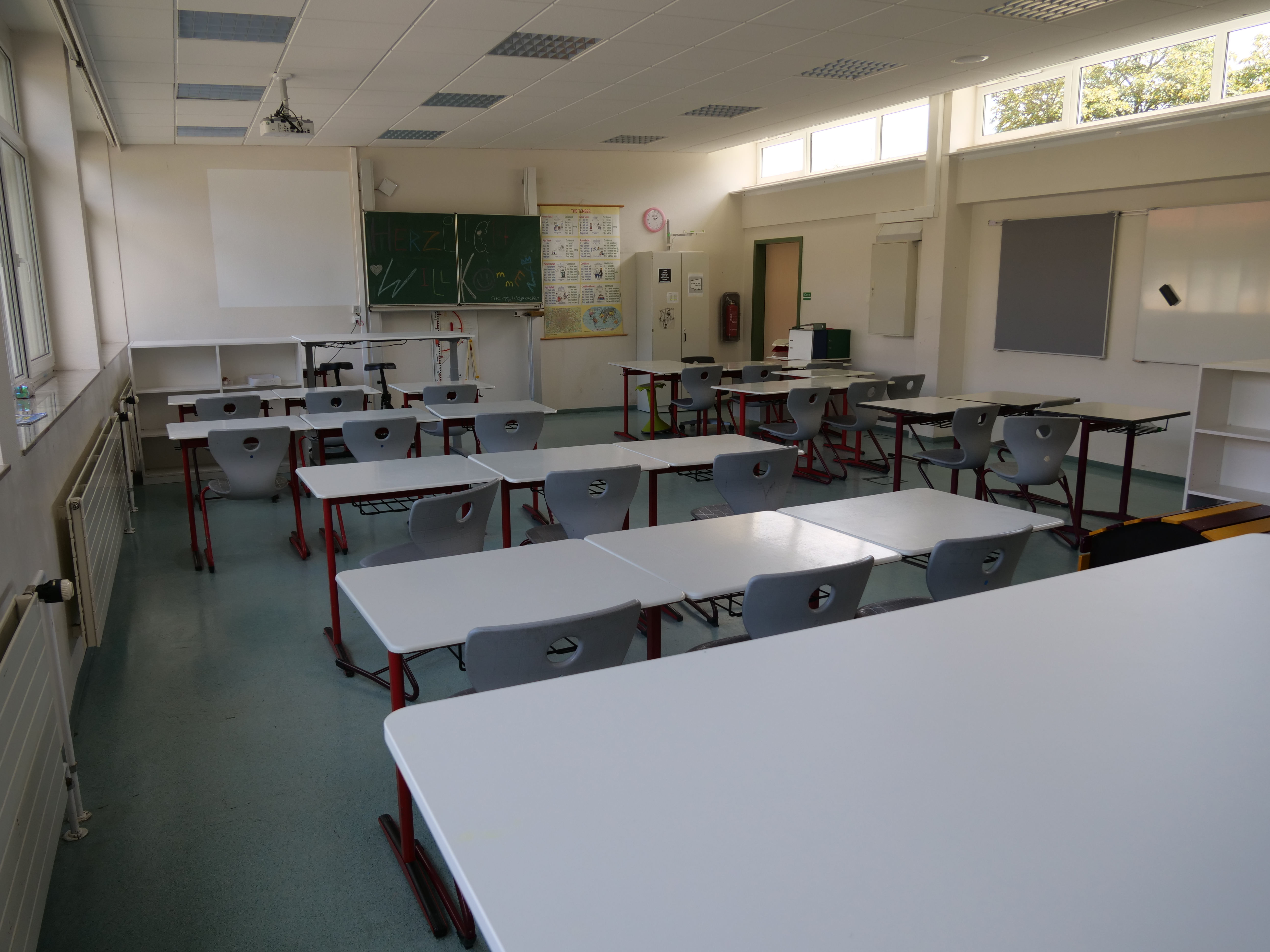
Klassenzimmerbeispiel: Nebengebäude

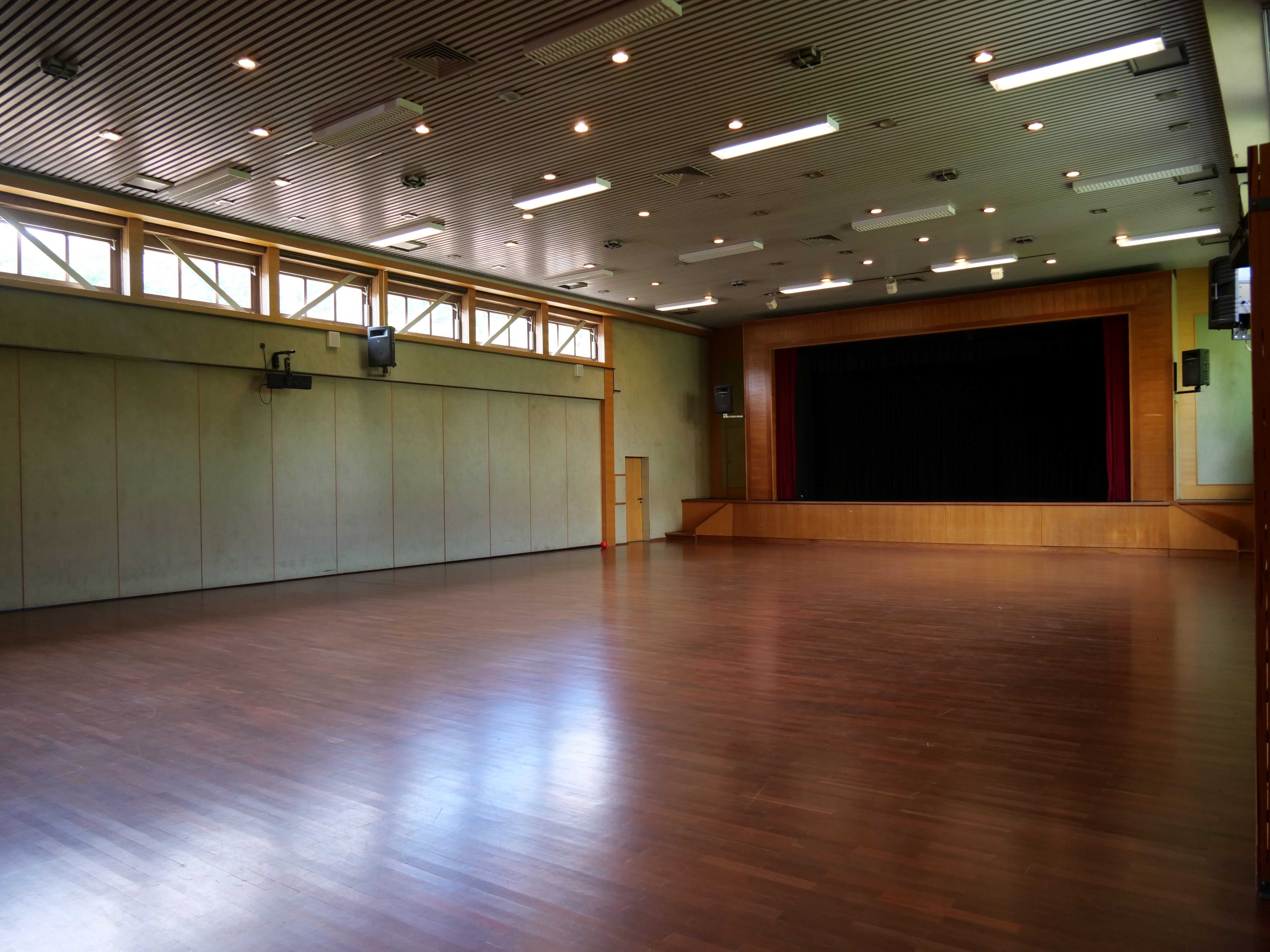
Veranstaltungsort: Aula

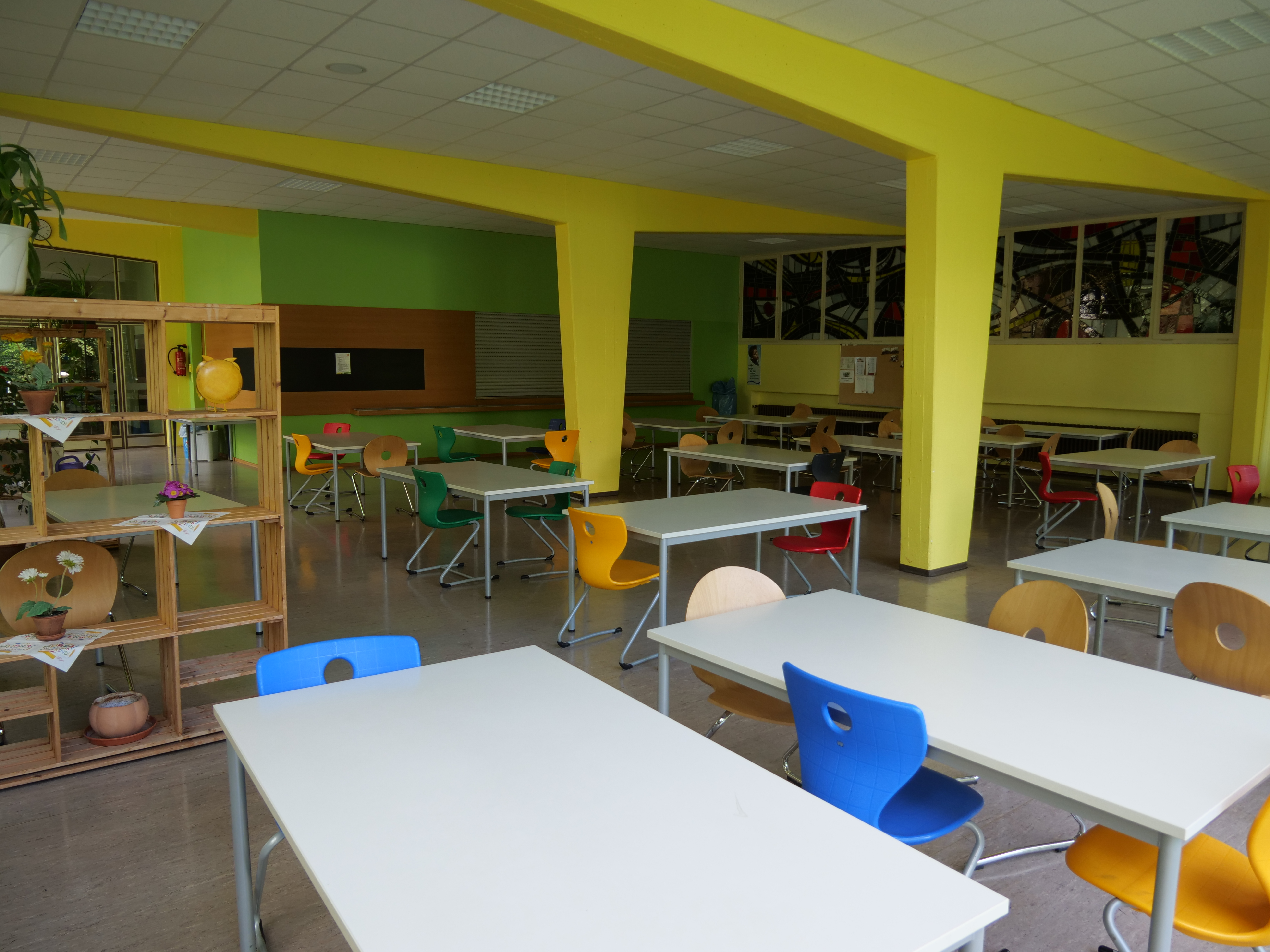
Cafeteria der GMS Wertheim

Die Gemeinschaftsschule Wertheim ist eine Gemeinschaftsschule mit Grundschule und Sekundarstufe in der Kernstadt Wertheim im Main-Tauber-Kreis in Baden-Württemberg.

## Geschichte
Die Schule entwickelte sich von einer ehemaligen Volksschule über eine Grund- und Hauptschule zu einer Grund- und Werkrealschule. Die Umwandlung zur Gemeinschaftsschule wurde im Schuljahr 2014/2015 begonnen.
2020 wurde bekannt, dass ein zukünftiger Umzug der Gemeinschaftsschule in den Wertheimer Stadtteil Reinhardshof geplant ist.

## Schulleitung
| Amtszeit  | Schulleiter |
| --------- | ----------- |
| ?–2018    | Alice Jäger |
| Seit 2018 | Lothar Fink |

## Schularten und Schulabschlüsse
Die Gemeinschaftsschule Wertheim bietet unterschiedliche Schularten mit den folgenden Schulabschlüssen an:

### Primarstufe
In der Grundschule der Gemeinschaftsschule erwerben die Kinder der Klassen 1 bis 4 erwerben grundlegende Lern- und Arbeitsformen sowie mathematische, sprachliche und sachunterrichtliche Kenntnisse, die das Fundament für die weiterführende Schulbildung in den verschiedenen Schularten der Sekundarstufe legen.

### Sekundarstufe
In der Sekundarstufe der Gemeinschaftsschule erwerben Kinder der Klassen 5 bis 10 den Haupt- oder Realschulabschluss (mittlere Reife). Aufbauend kann an einer weiterführenden Schule in der Umgebung, beispielsweise an der gymnasiale Oberstufe eines Gymnasiums oder an einem Beruflichen Gymnasium (Wirtschaftsgymnasium, Technisches Gymnasium usw.), die allgemeine Hochschulreife (Abitur) erworben werden.

## Schulleben und Besonderheiten

### Ganztagesbetrieb
Die Gemeinschaftsschule Wertheim bietet als Ganztagsschule eine nach dem Unterricht angeschlossene Hausaufgabenbetreuung. Große Teile des Unterrichts zeichnen sich durch eine individuelle Arbeitsgestaltung aus. Daneben werden weitere Bildungsmöglichkeiten sowie Übungs- und Förderstunden am Nachmittag angeboten.

### Arbeitsgemeinschaften
Für Schüler der Klassen 1–4 und Schüler der Klassen 5 und 6 stehen jeweils im 1. Schulhalbjahr verschiedene Arbeitsgemeinschaften zur Auswahl.

### Individuelle Förderung und Beratung
Die Grundschule der Gemeinschaftsschule ist eine Dyskalkulie-Stützpunkt-Schule, in der rechenschwache Kinder in einem speziellen Kurs pädagogisch betreut und mit einem besonderen Programm mathematisch und in ihrer Wahrnehmung gefördert werden. Weitere schulische Angebote im Bereich der individuellen Förderung und Beratung bestehen in folgenden Bereichen: Lese-Rechtschreibschwäche, Schulsozialarbeit, Schulpastoral und Berufswegplanung.

### Cafeteria
Die Schule verfügt für die Verpflegung der Ganztagesschüler über eine Cafeteria mit angeschlossenem Aufenthaltsraum.

### Schülerband
Eine Schülerband trifft sich wöchentlich im Rahmen einer Arbeitsgemeinschaft zu ihren Proben. Auf verschiedenen Schulveranstaltungen zählen deren Auftritte jeweils mit zu den Höhepunkten.

### Schülerzeitung
Die Schülerzeitung der Schule erscheint in unregelmäßiger Folge etwa zweimal im Jahr. Inhaltlich umfasst sie vor allem Themen des Schulalltags, beispielsweise besondere Aktionen, Interviews mit interessanten Gesprächspartnern, Rätsel, Witze und mehr. Redaktionell erarbeitet wird sie von den Schülern der Schülerzeitungs-AG in Kooperation mit dem AG-Lehrer.